# Ringwallanlage Am Bilstein
Die Ringwallanlage Am Bilstein ist eine mittelalterliche Ringwallanlage in Hückeswagen an der Ortslage Am Bilstein.

## Der Ringwall
Bei dem Wall handelt es sich um eine mittelalterliche Befestigung, die zum Bodendenkmal erklärt wurde. Es sind nur noch Reste des Abschnittswalls erhalten. Er wurde direkt an der ehemaligen Mündung des Baches Dörpe in die Wupper errichtet. Der Wall war 40 Meter lang, davor befand sich ein zehn Meter breiter Graben. Das Felsmassiv befindet sich auf einer Höhe von 280 Metern über NN.
- 3D-Geländemodell der Wallburg

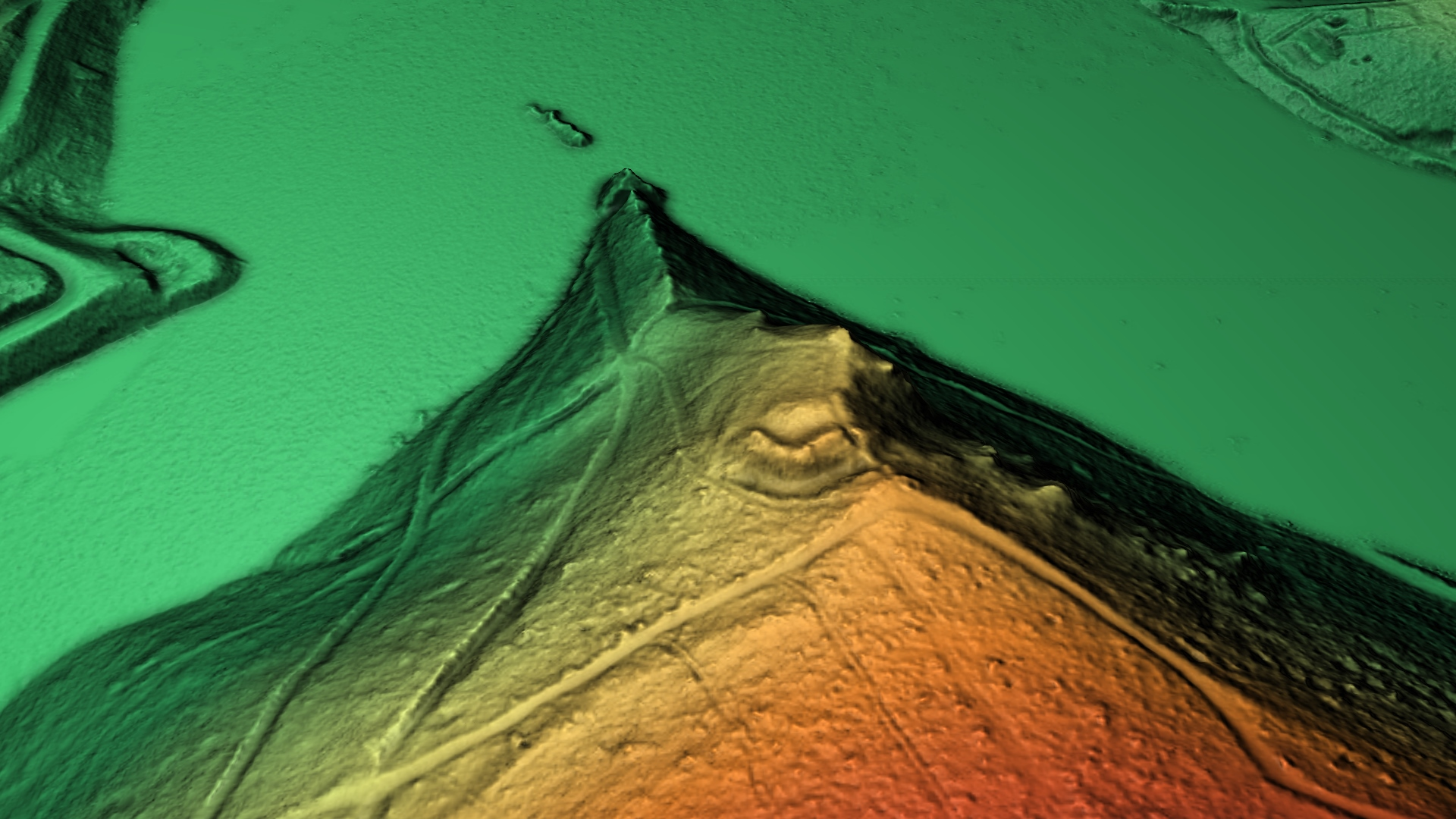
3D-Ansicht des digitalen Geländemodells